# 生郷村
生郷村（いくさとむら）は、兵庫県氷上郡にあった村。現在の丹波市氷上町の南東部にあたる。

## 地理
- 山岳：清水山、向山、霧山
- 河川：加古川、柏原川、高谷川、黒井川

## 歴史
- 1907年（明治40年）12月1日 - 石生村・本郷村が合併して発足。
- 1955年（昭和30年）7月23日 - 成松町・沼貫村・葛野村・幸世村と合併して氷上町が発足。同日生郷村廃止。

## 交通

### 鉄道路線
- 日本国有鉄道
  - 福知山線
    - 石生駅

### 道路
- 国道175号
- 国道176号